# ニコライ・コンスタンチノヴィチ
ニコライ・コンスタンチノヴィチ（Николай Константинович, 1850年2月14日 - 1918年1月26日）は、ロシアの皇族。ニコライ1世の孫息子の一人で、ロシア大公の称号を有した。

## 人物
ニコライはコンスタンチン・ニコラエヴィチ大公とその妻アレクサンドラ・イオシフォヴナ大公妃（ザクセン＝アルテンブルク公女アレクサンドラ）との間の第1子、長男として、首都サンクトペテルブルクで生まれた。ニコライはロシア帝国軍に勤務するようになったが、ひどい女たらしとして有名になった。やがてニコライはアメリカ人の高級娼婦ファニー・リアーと愛人関係になり、1874年に彼女に唆されて、母アレクサンドラ大公妃の所有するイコン画に嵌めこまれた3つの高価なダイヤモンドを盗む事件を起こした。ニコライは精神異常と診断され、ロシア帝国の主な地域から追放されること、二度と家には戻ることは出来ないことを宣告された。
ニコライはロシア帝国の南西辺境地域の中心都市タシュケントの周辺地方で暮らすようになり、自分の持つ莫大な個人財産をなげうってこの地域の開発を促進させた。1890年、彼はタシュケントに自分の邸宅兼美術コレクションの展示場として宮殿を建設するように命じた。ニコライの建てた宮殿は現在、ウズベキスタンの国立美術館の中心の建造物となっている。ニコライ大公は1918年1月26日、肺炎のために亡くなった。
ニコライ大公は1882年、ナジェジダ・ドレイエル（1861年 - 1929年）という女性と貴賤結婚し、二人の息子をもうけた。息子たちはイスカンデル公爵の姓を名乗った。
- アルテミー（1883年 - 1919年） - ロシア内戦で戦死
- アレクサンドル（1889年 - 1935年）

次男アレクサンドルの長女ナターリヤ（1917年 - 1999年）は、ロシア革命後もソ連に留まり、かつ生存し続けた唯一のロマノフ家の子孫であった。ニコライ大公はまた複数の女性とのあいだに多くの私生児をもうけていた。